# Primer Alcibíades
El Primer Alcibíades  o Alcibíades I (en griego antiguo: Ἀλκιβιάδης α) es un diálogo ficticio entre Alcibíades y Sócrates. La obra se atribuye a Platón, aunque los estudiosos tienen diversos puntos de vista sobre su autenticidad. La datación del texto es controvertida; convencionalmente se fecha en la primera mitad del siglo IV a. C.

## Contenido

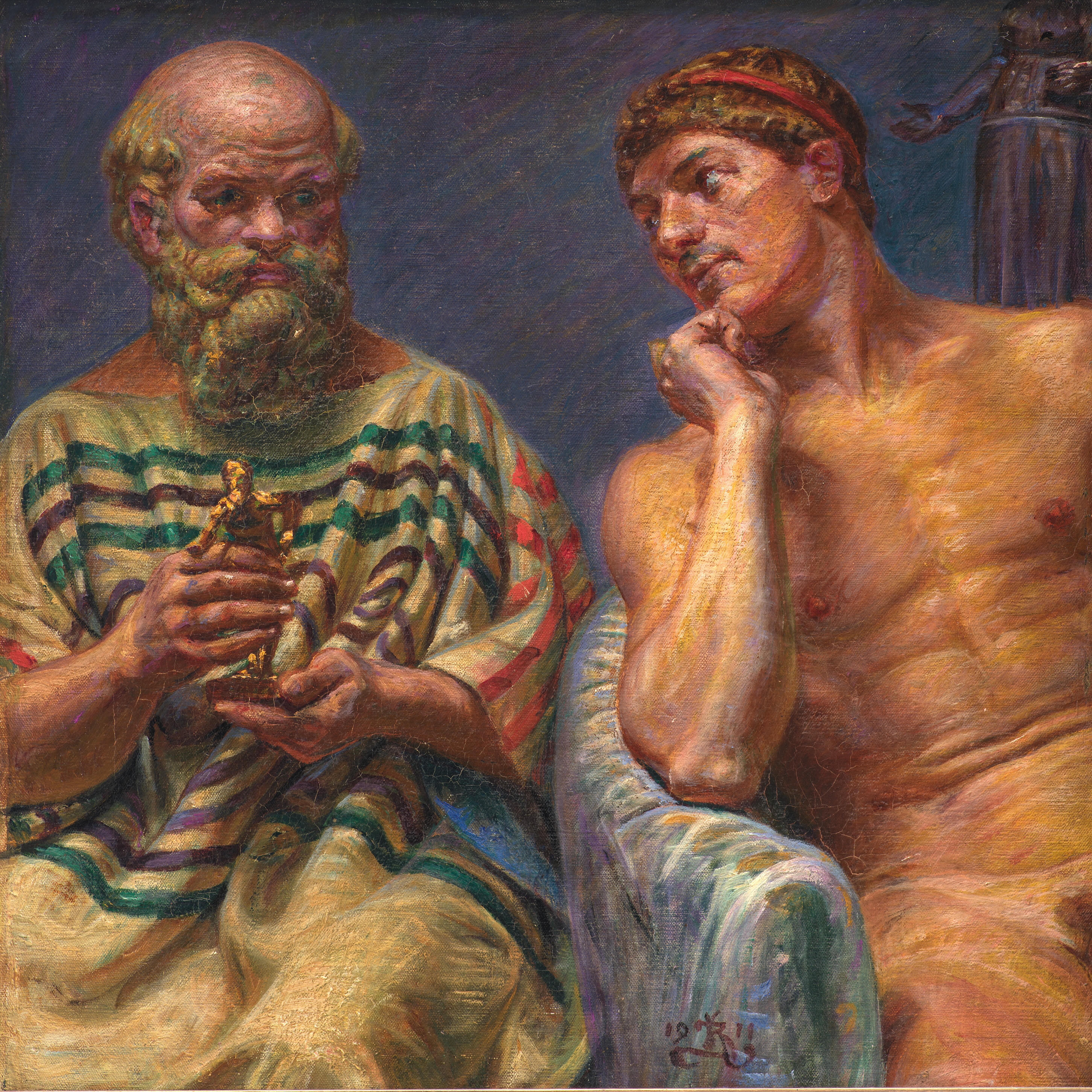
Sócrates y Alcibíades por Kristian Zahrtmann.

En el Primer Alcibíades, Sócrates declara su amor por Alcibíades en las primeras líneas, luego, Sócrates charla con él de diversos temas. Sócrates intenta alejar a Alcibíades de la política, al final del diálogo la juventud de Atenas es seducida al razonamiento por Sócrates. Desde la antigüedad el Primer Alcibíades fue visto como uno de los mejores textos que introducen a la filosofía platónica, en particular por su carácter exhortativo y protrèptico, y su relación con el dictum délfico "conócete a tí mismo", que se encuentra en el corazón del pensamiento socrático. Es probable que por esta razón se incluyera este texto desde la antigüedad entre el Corpus platónico.

## Autenticidad
La autenticidad del Primer Alcibíades nunca fue dudada en la antigüedad. Si bien no hay un total acuerdo sobre su inautenticidad, como sucede con el Segundo Alcibíades, presenta varios elementos destacables: por ejemplo la inusitada docilidad de Alcibiades (que, aunque justificada por juventud, no tiene nada que ver con la seguridad y la irracionalidad del Alcibíades de El banquete) y el personaje de Sócrates, que aparece muy fiel a sí mismo. Existe una sorprendente similitud, de hecho, entre el Sócrates casi estereotípico de Alcibíades y el de Jenofonte, que ciertamente no se llamó a sí mismo filósofo según D. Puliga.
No fue hasta 1836 cuando el estudioso alemán Friedrich Schleiermacher argumentó en contra de la atribución a Platón. Sin embargo, las investigaciones estilométricas y algunos especialistas, como Adam Greves de la Universidad de Londres, han defendido su autenticidad.

## Fecha
Tradicionalmente, el Primer Alcibíades fue considerado uno de los primeros diálogos. Presumiblemente, el diálogo se desarrolla en el 430 a. C. , ya que Alcibíades nació en el 450 a. C. y se presenta aquí como un joven que acaba de alcanzar la mayoría de edad, en la víspera de su vida política en Atenas. Sin embargo, Nicholas Denyer ha defendido una fecha posterior y sugerido que el diálogo fue escrito alrededor del año 350 a. C.